# Auslogics BoostSpeed
Auslogics BoostSpeed — условно-бесплатный набор утилит для тонкой настройки и оптимизации 32-битных и 64-разрядных операционных систем Microsoft Windows.

## Описание
Пакет утилит Auslogics BoostSpeed предоставляет пользователям средства для детальной настройки системного реестра, Интернет-соединений для ускорения загрузки веб-страниц или настройки браузеров (Internet Explorer, Mozilla Firefox, Opera), оптимизации и профилактических действий в операционной системе Microsoft Windows для максимального быстродействия работы.
Ко всем прочим возможностям, утилита может освободить свободное дисковое пространство, производить дефрагментацию дисков, отключить отправку отчётов об ошибках, автозагрузку программ, повысить скорость включения/выключения компьютера, очистить временные файлы или удалить их дубликаты, надёжно удалить информацию с жёсткого диска без возможности обратного восстановления или восстанавливать случайно удаленные файлы из Корзины (и не только), управлять запущенными процессами и деинсталлировать установленное программное обеспечение, оптимизировать память.
Утилита проверяет систему с помощью 50 различных тестов, к каждому из которых предоставляет хорошо документированный советник для получения лучшей эффективности и стабильности.

## Возможности
- Настройка и оптимизация системы.
- Очистка дисков.
- Встроенные утилиты, в частности диспетчер задач, удобный и гибкий деинсталлятор, менеджер для управления процессами и службами Windows, надёжный блокировщик файлов, а также Banner Killer для блокирования всплывающих и рекламных окон в Интернете.
- Управление всеми точками восстановления системы компьютера пользователя.
- Исправление ошибок в реестре Windows с предварительным созданием резервных копий.
- Дефрагментация дисков.
- Освобождение места на дисках.
- Восстановление удаленных файлов.
- Оптимизация Интернет-соединения.
- Оптимизационные работы над Microsoft Office, Internet Explorer, Mozilla Firefox, Opera, Windows Media Player и DirectX.
- Защита приватной информации от посторонних глаз.